# Contea autonoma yi di Ebian
La contea autonoma yi di Ebian (峨边彝族自治县S, Ébiān Yízú ZìzhìxiànP) è una contea della Cina, situata nella provincia di Sichuan e amministrata dalla prefettura di Leshan.